# Tierra Firme Tagala Meridional
La Tierra Firme Tagala Meridional (en inglés: Southern Tagalog Mainland), designada también como región IV-A y abreviada informalmente como Calabarzon (acrónimo de sus cinco provincias: Cavite, La Laguna, Batangas, Rizal y Quezón) es una de las regiones de Filipinas. Posee una superficie de 16 228,6 km² y una población de 9 320 629 habitantes.
La región se localiza en Luzón meridional, al sur y al oeste de Gran Manila y es la segunda región más poblada. Su cabecera regional es Calambá.
Hasta el 2002, Calabarzón y la región tagala sudoccidental juntos constituyeron la región tagala meridional.